# أحمد أيزاياه
أحمد أيزاياه (بالإنجليزية: Ahmed Isaiah)‏ هو لاعب كرة قدم نيجيري في مركز الوسط، ولد في 10 أكتوبر 1995 في لاغوس في نيجيريا. لعب مع نادي جل فيسنتي.

## وصلات خارجية
- أحمد أيزاياه على موقع قاعدة بيانات كرة القدم.إي يو (الإنجليزية)
- أحمد أيزاياه على موقع Soccerway.com (الإنجليزية)